# Atracis basistigma
Atracis basistigma är en insektsart som först beskrevs av Walker 1858.  Atracis basistigma ingår i släktet Atracis och familjen Flatidae. Inga underarter finns listade i Catalogue of Life.